# Дівчинка з повітряною кулею (2002)
Дівчинка з повітряною кулею (Balloon Girl) — малюнок, графіті художника Бенксі 2002 року із зображенням дівчинки, що відпускає червону повітряну кулю у формі серця. Бенксі використав варіант цього образу у 2014 році під час кампанії на підтримку сирійських біженців. Інший варіант малюнка Бенксі був створений для парламентських виборів у Великій Британії в 2017 році, і викликав суперечки після того, як Бенксі запропонував безкоштовні принти для деяких антиконсервативних виборців, незабаром йому довелося відмовитися від цієї пропозиції. За результатами опитування 2017 року, проведеного Samsung, робота «Дівчинка з повітряною кулею» названа найулюбленішою у Сполученому Королівстві.

## Історія
У 2007 році графіті було продано за 37 200 фунтів на аукціоні «Сотбіс». Потім 19 вересня 2015 року Sincura Group продала його за 500 000 фунтів стерлінгів .
У березні 2014 року, в третю річницю сирійського конфлікту, Бенксі переробив картину, зобразивши сирійського біженця та додав хештег #WithSyria. 13 березня зображення проєктувалося на Ейфелеву вежу та Колону Нельсона. Було випущено анімаційне відео на основі цієї роботи, з розповіддю Ідріса Ельби та музикою Elbow. Незабаром співак Джастін Бібер зробив татуювання на основі оригінального малюнка і розмістив фотографію в Instagram'і, пізніше видаливши її. Бенксі розмістив цю фотографію на своїй сторінці Facebook з коментарем «спірне» (Controversial).
У листопаді 2015 року принт малюнка був проданий за 56 250 фунтів, більш ніж удвічі дорожчий за оцінну вартість.
У липні 2017 року корпорація Samsung провела опитування 2000 чоловік із Великобританії, попросивши учасників скласти рейтинг двадцяти творів британського мистецтва. Лідером рейтингу виявилася «Дівчинка з повітряною кулею» .

### Парламентські вибори у Великій Британії
На початку червня 2017 року, перед загальними виборами у Великій Британії, Бенксі представив варіант Balloon Girl з повітряною кулею квітів Union Jack . Спочатку Бенксі запропонував безкоштовне розсилання принтів цього варіанта тим зареєстрованим виборцям у певних виборчих округах, які могли б надіслати фотодоказ, що вони проголосували проти торі. Пропозиція включала відмову від відповідальності: «Цей принт є сувенірним матеріалом кампанії, він аж ніяк не повинен впливати на вибір електорату». Бенксі відкликав цю пропозицію 6 червня після того, як виборча комісія попередила її, що вона може порушувати закони про хабарництво щодо виборів і спричинити анулювання результатів виборів у цих виборчих округах .

### Перформанс на аукціоні
5 жовтня 2018 року на аукціоні «Сотбіс» було продано авторську копію графіті 2006 року за 1 042 000 фунтів стерлінгів — рекордну суму для художника. Відразу після закриття торгів картина почала самознищуватися за допомогою прихованого механічного шредера, вбудованого в раму знизу. Бенксі випустив відео підготовки цього перформансу, пояснивши, що шредер був вбудований кілька років тому «на випадок, якщо картину колись виставлять на аукціон». Як пояснення такого вчинку Бенксі навів вислів «Прагнення до знищення також є творчим спонуканням», яке є афоризмом російського філософа Михайла Бакуніна .
Представник «Сотбіс» заявив: «Досі ми не мали такого, щоб картина раптом спонтанно знищувалася».